# Transitus Animae
Transitus Animae (La transició de l'ànima) és un oratori per a mezzosoprano, cor i orquestra compost per Lorenzo Perosi i estrenat a Roma el 18 de desembre de 1907.
Perosi és considerat un dels compositors de música sacra més importants de l'època, alguns dels seus oratoris foren molt apreciats a les primeres dècades del segle xx. Perosi va compondre Transitus Animae en el seu període més creatiu, quan després d'una breu estada a Venècia, el maestro s'instal·là definitivament a la Capella Sixtina, substituint al mestre Domenico Mustafà. El Divendres Sant de 1912, en els Concerts Lamoureux, va tenir lloc l'estrena francesa de Transitus Animae, sota la direcció del compositor i amb la mezzo Claire Croiza.
El 1907 Lorenzo Perosi havia obtingut el reconeixement de tot Itàlia, amb un públic que havia aplaudit les seves composicions anteriors, com els oratoris La Passione di Cristo secondo San Marco, La Transfigurazione di NSGC, La Risurrezione di Lazzaro, La Risurrezione di Cristo, Il Natale del Redentore i Mosè. Aquest mateix any va donar a conèixer el seu oratori Transitus animae, amb motiu de la inauguració de la Sala Pia, a Roma, una espècie de Salone Perosi de Milà. Durant la inauguració, es va interpretar la cantata O Pare nostro del mateix compositor.

## L'obra
A la composició el precedeix un breu text, fonamental per a la comprensió estètica de la partitura: 
| « | Giunta l'anima al passagio supremo implora la misericordia divina, mentre il coro canta le preci degli agonizzanti. L'intercessione della Vergine Santissima è invocata da un coro di soprani e contralti. L'anima passa all'eterna vita, gi angeli la conduccono a Dio. In Paradissum deducant te Angeli, Hodie sit locus tuus in pace. | » |

Tots els episodis es desenvolupen amb una línia melòdica de puresa cristal·lina, sota una tècnica harmònica perfecta no exempta de cromatismes, transmetent vives sensacions de misteri i d'inescrutables davant l'instant últim de la vida. En aquest aspecte ens trobem davant d'una composició d'un dramatisme verista.
L'obra comença amb l'oració de l'agonitzant Miserere mei, Deus, secundum magnam misericordiam tuam implorant la benevolència divina, al que el cor respon amb aquella pregària esperançada que la litúrgia disposa en aquestes circumstàncies: Profiscere anima christiana d'hoc món, frases que pugen suaus i serenes, culminant en un inspiradíssim Hodie sit in pace locus tuus et habitatio tua in Santa Sion. L'oratori continua amb repetides súpliques de l'ànima, a les quals el cor respon convidant a la confiança en la bondat de Déu i recordant a aquelles ànimes que ja van sortir, és per això que el cor canta La lletania dels sants, una bella frase que es desenvolupa assolint cotes d'elevat misticisme. Resignada l'ànima, s'abandona al seu destí: In manus tuas, Domine, commend spititum meum.
Un duet de soprano i contralt canta a continuació una d'aquelles melodies tan exquisidament perosianes: Maria, Mater gratiae, Mater Misericordiae, Tu ens ab hoste protegeix, et mortis hora suscipe. Conclou el Transitus animae amb el In Paradisum deducant et Angeli amb el tema gregorià magistralment elaborat en contrapunt imitatiu, el cor i l'orquestra es condueixen de tal manera que l'oient obté una sensació d'elevació per etapes.

## Gravacions
- Versió de l'orquestra i el cor Angelicum de Milà, de 1963, que el segell Sarx va recuperar en CD el 1994.
- Versió d'Arturo Sacchetti, que mostra una versió més suau i contemplativa, amb la brillant intervenció de la mezzosoprano Lucia Bini.